# Megliadino San Vitale
Megliadino San Vitale ist eine nordostitalienische Gemeinde (comune) mit 1796 Einwohnern (Stand 31. Dezember 2023) in der Provinz Padua in Venetien. Die Gemeinde liegt etwa 36,5 Kilometer südwestlich von Padua.

## Verkehr
Zukünftig wird die Südverlängerung der Autostrada A31 von Vicenza nach Rovigo durch die Gemeinde führen (Fertigstellung frühestens 2013).